# Villa Merkel

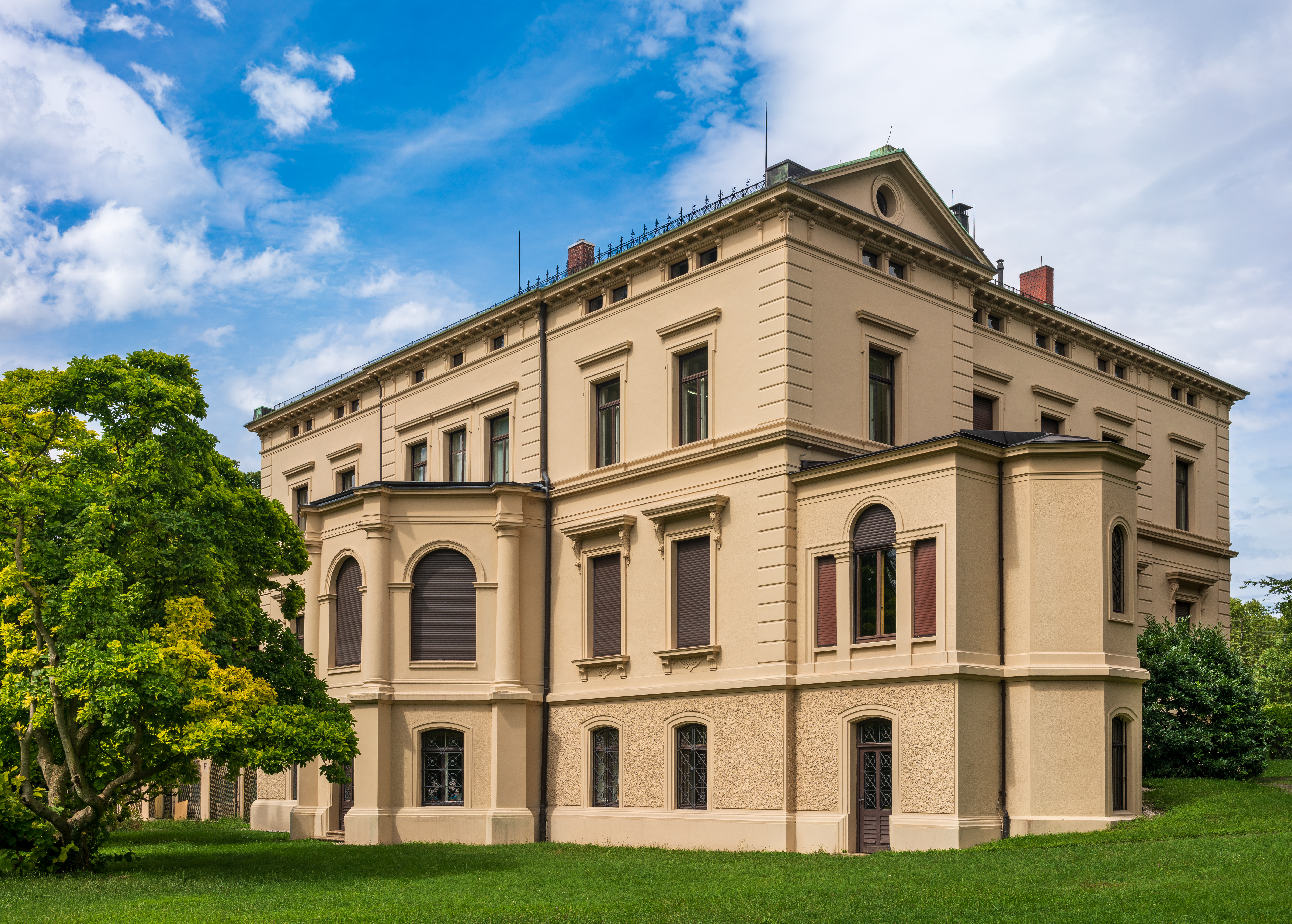
Ansicht von Südost

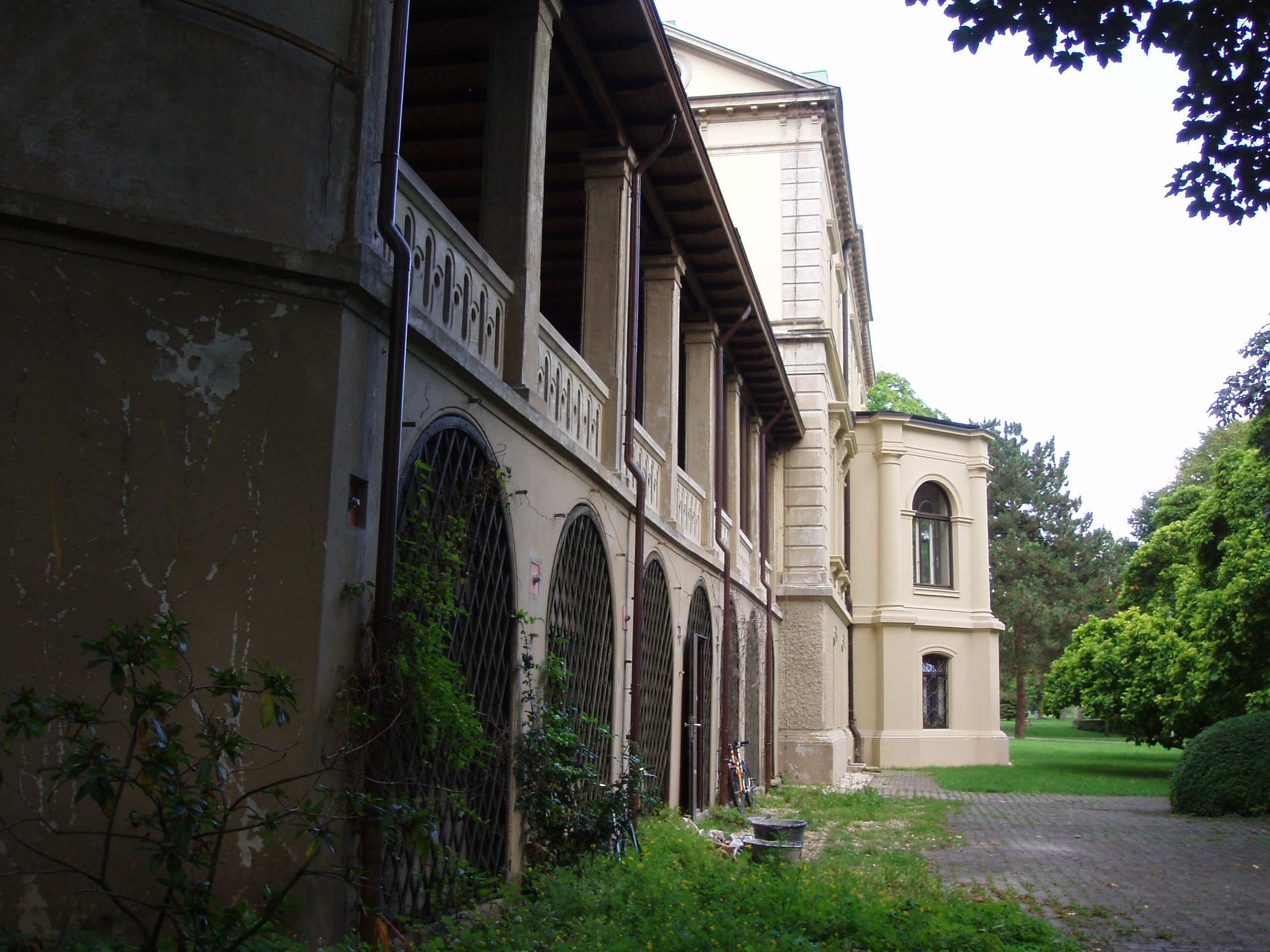
Wintergarten auf der Westseite

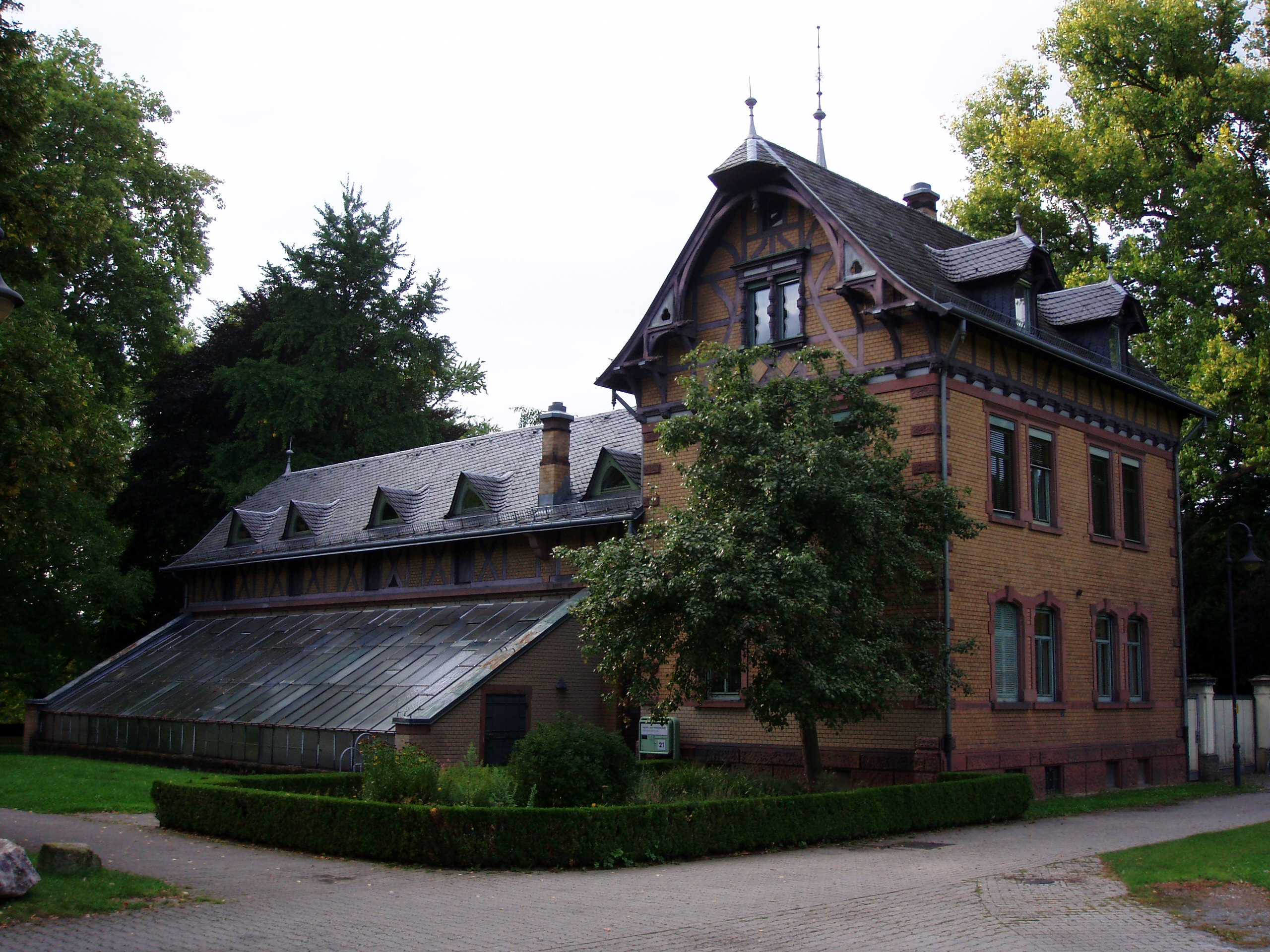
Gärtnerhaus

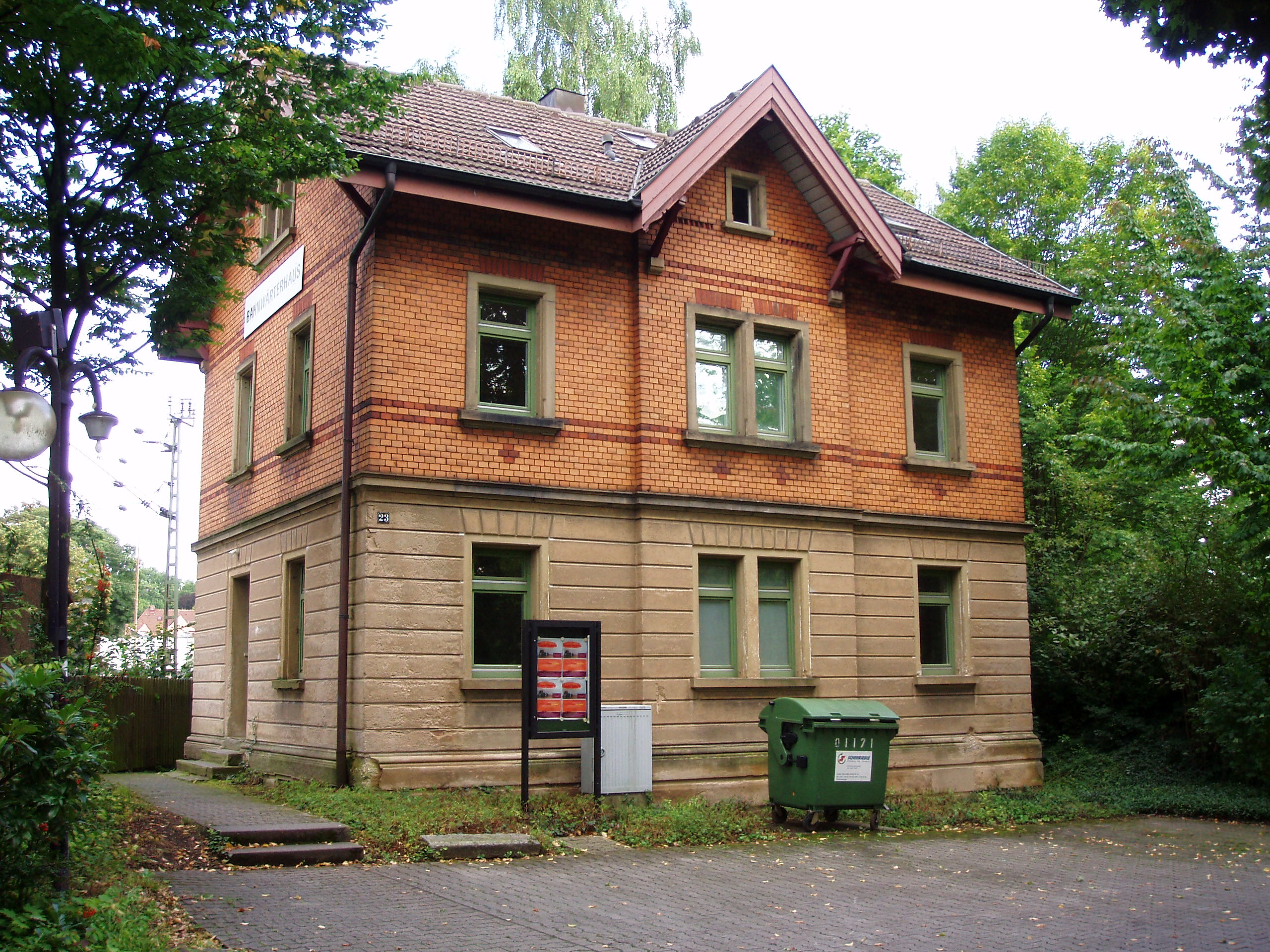
Bahnwärterhaus

Die Villa Merkel in Esslingen am Neckar wurde 1872/73 als Unternehmer-Villa errichtet und dient seit 1973 als Galerie der Stadt Esslingen.

## Geschichte
Die Villa wurde von dem Stuttgarter Architekten Otto Tafel (1838–1914) für den Industriellen Oskar Merkel erbaut. Dieser war Inhaber der Textilfabrik Merkel & Wolf (ab 1891 Merkel & Kienlin), die bis in die 1960er Jahre zu den bedeutenden Vertretern württembergischer Textilindustrie zählte.
Die Villa wurde in einem Landschaftsgarten in unmittelbarer Nähe des damaligen Firmengebäudes, etwa 70 Meter vom Neckar entfernt direkt neben der Filstalbahn (Bahnstrecke Stuttgart–Ulm) errichtet.
1971 wurde die Produktion der Textilfabrik in Esslingen eingestellt, das gesamte Fabrikareal samt Villa und Park an die Stadt verkauft und die Fabrikanlagen bis 1974 abgebrochen.
Die Anlage der Villa Merkel ist heute ein Kulturdenkmal aufgrund des Gesetzes zum Schutz der Kulturdenkmale des Landes Baden-Württemberg.

## Architektur
Die Umfassungsmauern der Villa und deren Kellerdecke bestehen aus Stampfbeton. Sie ist damit eines der frühen im Wesentlichen aus Beton errichteten Wohnhäuser in Deutschland. Die Tatsache war in Vergessenheit geraten und wurde erst bei Voruntersuchungen für eine Instandsetzung 2002 wiederentdeckt. Die Innenwände sind dagegen in Fachwerk ausgeführt, die Decken der aufgehenden Stockwerke Holzbalkendecken. Die Deutsche Stiftung Denkmalschutz förderte 2006 die Instandsetzung der Südfassade mit 50.000 Euro.
Dem Geschmack der Gründerzeit entsprechend, wurde das Haus im Stil der Neorenaissance gestaltet. Der Eingang liegt auf der Nordseite und ist damit Stadt und Bahnstrecke zugewandt. Er wurde als eingestellter Portikus gestaltet. Die Park und Neckar zugewandte Südseite hat einen Standerker. Auf der Westseite besitzt die Villa einen zweigeschossigen Wintergarten, der in seinem unteren Teil aus Kellergewölben besteht. Die Fenster des oberen Teils sind nur bereichsweise verglast. Ebenfalls über zwei Geschosse erstreckt sich das mit einem Mosaikfußboden versehene Vestibül mit umlaufender Galerie im ersten Stock. Deren Säulen sind der ionischen und korinthischen Ordnung nachempfunden. Das Vestibül wird durch von oben einfallendes Tageslicht beleuchtet.

## Park
Der Park der Villa liegt zwischen der Bahnlinie und dem Neckar. Hier steht das alte Gärtnerhaus, das die Graphische Sammlung der Stadt Esslingen sowie die Verwaltung der Städtischen Galerien aufnehmen soll. Im Park werden plastische Werke sowie ein Bogen der alten Pliensaubrücke ausgestellt.

## Galerie der Stadt Esslingen
Die erste Ausstellung Edvard Munch: Lithographien, Holzschnitte, Radierungen wurde am 27. Oktober 1974 eröffnet. Derzeit werden 15 Räume der Villa mit insgesamt etwa 500 m² für wechselnde Ausstellungen internationaler Gegenwartskunst genutzt. Neben der Villa Merkel nutzt die Stadt Esslingen auch das benachbarte Bahnwärterhaus. Hier werden vier Räume verwendet, um die Werke vorwiegend junger, unbekannter Künstler zu präsentieren. Außerdem wird hier eine Wohnung für Stipendiaten vorgehalten.

### Leitung
- Hilde Ziegler, 1974–1983
- Alexander Tolnay, 1983–1991
- Renate Damsch-Wiehager, 1991–2000
- Andreas Baur, 2001–2022[4]
- Sebastian Schmitt, seit 1. September 2023[5]

## Ausstellungen
- 2011: Breitseite – Im Fokus: Raum
- 2011: Darren Almond – Nocturne
- 2011: Jens Bogner – Approximately Even
- 2011: Alexandra Maurer – Contremouvements
- 2011: The Keno Twins 4 mit Stefanie Popp, Aurie Ramirez, Sava Sekulić, Renee So, Miroslav Tichý, Oskar Voll, August Walla, George Widener, Agatha Wojciechowsky und Mark van Yetter
- 2011: Michael Bauer – K-HOLE (FROGS) mit Claydon, Michaela Eichwald, Alasdair Gray, Charlie Hammond, Chris Hipkiss, Aurel Iselstöger, Robert Kraiss, Fabian Marti, J. B. Murray, Michel Nedjar, David Noonan, Dietrich Orth, Michail Paule, Stefanie Popp, Aurie Ramirez, Sava Sekulić, Renee So, Miroslav Tichý, Oskar Voll, August Walla, George Widener, Agatha Wojciechowsky und Mark van Yetter.
- 2012: Saatgut – Emblements – Gran mit Anike Joyce Sadiq (22. April – 13. Mai), Max Santo (20. Mai – 10. Juni), Ines Wuttke (17. Juni – 8. Juli)
- 2012: Melanie Smith – Short Circuit
- 2012: Tobias Putrih – White City
- 2012: Adrien Tirtiaux – Die weißen Wände der Welt
- 2012: „Vergessen Sie nicht die Wuchskraft der Bambuswurzeln!“ – Klasse Reto Boller mit Andreas Bauer, Lisa Götze, Nicola Höllwart, Min Seob Ji, Robert Matthes, Helen Tuma, sowie Reto Boller und Daniel Mijic.
- 2013: Julien Viala - The memory of space
- 2013: Goldrausch - Gegenwartskunst aus, mit oder über Gold mit Pawel Althamer, Joseph Beuys, Michał Budny, Anja Ciupka, Jürgen Drescher, Felix Gonzalez-Torres, Filip Gilissen, Daniel Knorr, Alicja Kwade, Kris Martin, Jonathan Monk, Alexandra Müller, Roman Ondák, Martin Pfeifle, Claus Richter, Michael Sailstorfer, Johannes Vogl und Claudia Wieser
- 2013: Lena Münch - Splitter. Fotografie und Dinge
- 2013: Manfred Kuttner - Werkschau
- 2013: Crossing Media – Der Kunst die Bühne mit Nevin Aladag, Julien Berthier, Birgit Brenner, Daniele Buetti, Kurt Caviezel, Beate Engl, Rainer Ganahl, Johan Grimonprez, Paul Harrison/John Wood, Christine Hill, Eva Kotatkova, Jung Lee, Alexandra Leykauf, Atelier van Lieshout, Andres Lutz/Anders Guggisberg, Philippe Ramette, Banks Violette.
- 2013: Stefan Panhans - Schnee schnell Schnee Du bleiches Reh
- 2013: Wozu Bilder? Gebrauchsweisen der Fotografie
- 2014: Hamish Fulton – WALKING TRANSFORMATION
- 2014: Byung Chul Kim – Von Oma bis Nietzsche
- 2014: Ida Ekblad und Les Frères Chapuisat
- 2014: Andreas Schulze
- 2014: Obsessionen und surreale Welten -Arbeiten aus der Graphischen Sammlung der Stadt Esslingen am Neckar
- 2014: Mathieu Mercier - everything but the kitchen sink
- 2015: Ülkü Süngün - Anlatsam, Roman Olur – Die besten Romane schreibt das Leben, Band 1 – Lauter Steine
- 2015: Yasmin Senkal - I AM DEATH
- 2015: Jäger & Sammler in der zeitgenössischen Kunst mit David Chancellor, Henry Coombes, Sinje Dillenkofer, Mark Dion, Daniel & Geo Fuchs, Christian Gonzenbach, Roderick Hietbrink, Carsten Höller, Christian Jankowski, Claus Kienle, William Lamson, Isa Melsheimer, Guy Oberson, Simona Pries, Glen Rubsamen, Erik Schmidt, Andreas Slominski, TINKEBELL, Francis Zeischegg
- 2015: Stephan Henrich - The Fungus Project – On Robotic Gardeners and Vertical Scrubs
- 2015: Heiko Sievers – Mushroom of the Day
- 2015: Les Frères Chapuisat - Excrescence of Immortality
- 2015: Better than de Kooning mit Peter Saul, Lee Lozano, Maria Lassnig, Michel Majerus, Dieter Krieg, Tim Berresheim, Jana Euler, Katrin Plavcak, Jon Rafman, Gunter Reski, Matthias Schaufler, Jim Shaw, Amy Sillman, Sue Williams
- 2015: Jeanne Faust – 7 Händler
- 2015: Valentino Biagio Berndt, Elsa Farbos, JAK, Alberto Zamora Ruiz
- 2016: Bahnwärterhaus: Under Construction II mit Dave Bopp, Tilman Brandmeier, Benjamin Gräbner, Timo Sacher, Hanna Schwaderer, Martin Schweikert, Min-Seob Ji, Nigatu Tsehay Molla, Daniela Wolf
- 2016: Willie Doherty - Home
- 2016: Bahnwärterhaus: BEWEGUNG AUGE KOPF HAND 2016 mit Mathieu Bessey, Peter Chevalier, Tobias Diehm, Fabian Fobbe, Markus Heller, Adam Henry, Steffen Kugel, Sascha Patzig, Lars Rasmussen, Christian Rothmaler und Sarah Verbeek
- 2016: EVERYTHING IS ARCHITECTURE: Bau Magazine from the 60s and 70s
- 2016: GOOD SPACE politische, ästhetische und urbane Räume
- 2016: PRACTICE PROCESS PROGRESS. Ausstellung des Weißenhof-Programm (Meisterschüler) der Akademie der Bildenden Künste Stuttgart mit von Anna Gohmert, Gruppe CIS, Valentin Hennig, Anna Huxel, Georg Lutz, Ann-Kathrin Müller, Andreas Bauer (Salon Büro), Benjamin Bronni (Salon Büro) und Fabian Treiber (Salon Büro)
- 2016: Dicker als Wasser. Konzepte des Familiären in der zeitgenössischen Kunst mit Candice Breitz, Omer Fast, Simon Fujiwara, Badr el Hammami & Fadma Kaddouri, Nan Goldin, Verena Jaekel, Haejun Jo, Nina Katchadourian, Byung Chul Kim, Ragnar Kjartansson, Neozoon, Johannes Paul Raether, Gillian Wearing und Tobias Yves Zintel
- 2017: Bahnwärterhaus: Alberto Zamora Ruiz – it's happening!
- 2017: Stories in Your Mind mit Natalie Czech, Jonas Dahlberg, Christian Jankowski, Sven Johne, Katrina Palmer, Maximilian Schmoetzer
- 2017: Allan Kaprow – Malerei 1946–1957, eine Werkschau
- 2017: Near Silbury Hill mit Jean Arp, Pierre Bonnard, Ida Kerkovius, Ernst Ludwig Kirchner, Henry Moore, Willie Doherty und Anike Joyce Sadiq
- 2017: JAK: SOUL BLINDNESS - fall into indescribable scenes
- 2017: GröKaZs - Arbeiten der Meisterschüler des Weißenhof-Programms der Staatlichen Akademie der Bildenden Künste Stuttgart
- 2018: Networking the Unseen
- 2018: Hidden/Secret – Strategien des Verborgenen
- 2018: Marcus Weber – KRAZY DOG MOON KAT
- 2018: Pauline Bastard – Bilder der Welt
- 2018: VEHEMENT! Präsentation der Meisterschüler des Weißenhof-Programms der Staatlichen Akademie der Bildenden Künste Stuttgart mit Havin Al-Sindy, Ferhat Ayne, Anna-Elisabeth Frick, Claudia Gienger, Shana Levy, Jan-Hendrik Pelz und Hiroki Tsukiyama
- 2018: Hannah Weinberger - When Time Lies
- 2019: Frau A. S. trifft Volker Böhringer
- 2019: Good Space – Communities oder das Versprechen von Glück
- 2019: Alex Hanimann – Same but Different
- 2019: Gastausstellung des Esslinger Kunstvereins, Hans Erich Slany – Das Werk, Einer der bedeutendsten Produktgestalter In Deutschland
- 2020: we grew some eyes, Meisterschüler des Weißenhofprogramms der Staatlichen Akademie der Bildenden Künste Stuttgart, Nina Joanna Bergold, Jochen Damian Fischer, Franziska Sophie Geissler, Johanna Mangold, Lisa Moll, Jonas Maria Ried, Vladimir Unkovic
- 2020: David Renggli: Bongos at the Lido
- 2020: Hoël Duret – low
- 2020: Unter Beobachtung mit Dries Depoorter, Heather Dewey-Hagborg, Verena Friedrich, Esther Hovers, Gregor Kuschmirz, Marc Lee, TOAST, Alex Verhaest und Christiaan Zwanikken
- 2020: Gastausstellung des Esslinger Kunstvereins - Ein Museum auf Probe
- 2021: Gabriela Oberkofler – Api étoilé / Ein wachsendes Archiv
- 2021: Fiction? Better than Reality! mit Jacqueline Forzelius, Gabriela Friðriksdóttir, Rachel Maclean, Laurel Nakadate, Lucy Pawlak, Laure Prouvost, Mika Rottenberg und Sabrina Torelli
- 2022: Freezing Point – Kunst unter Null Grad Celsius mit Valentino Biagio Berndt und Marlon Lanziner, Marja Helander, Anastasia Mityukova, Carsten Nicolai, Emma Stibbon, Fridolin Walcher, Jun Yang
- 2022: How (Not) to Fit In – Metaphern der Adoleszenz mit James Gregory Atkinson, Trisha Baga, Bianca Baldi, Coven Berlin, Christa Joo Hyun D’Angelo, Ed Fornieles, Harry Hachmeister, Aslı Özdemir, Phung-Tien Phan, Przemek Pyszczek, Yves Scherer, Britta Thie, Peter Wächtler und Grace Weaver
- 2022: Barthélémy Toguo: Faith Can Move Mountains
- 2022: Tutto il mondo è paese – Die Welt ist ein Zuhause mit Leone Contini
- 2022: etwa faustgroß
- 2023: Mobiler Garten von Lois Weinberger
- 2023: DONG – MODE MUSIK YAK
- 2023: Julika Rudelius...in the days of the bullies
- 2023: Surface Treatments - 150 Jahre Zeit
- 2023: Meisterschüler im Weißenhof-Programm der Bildenden Kunst der Staatlichen Akademie der Bildenden Künste Stuttgart - Area of Effect mit Nina Aeberhard, Eunyoung Bae, Ezgi Böttger, Natalie Brehmer, Juli Gebhardt, Victoire Gonzalvez, Hyunjeong Ko, Da Shi
- 2024: The Senses of Plants / Die Sinne der Pflanzen mit Anais-karenin, Marisa Benjamim, Suzette Bousema, Anca Bucur, María Castellanos & Alberto Valverde, Patricia Domínguez, Nicole L'Huillier, Špela Petrič, Elsa Salonen, Miriam Simun, Saša Spačal, Anton Vidokle und Zheng Bo
- 2024: CONNECT. Die Vermessung des Raums mit Sam Durant, Florian Graf, Kollektiv Plus X, Mona Radziabari, Johanna Reich, Corinna Schnitt, Studio Vierkant, Ezgi Böttger, Sylvie Fleury, Heribert Friedland, Hamish Fulton, Barbara Herold, Katie Holten, Florina Leinß, Claudio Moser, Anike Joyce Sadiq, Lin May Saeed, Cécile Wick
- 2024: Meisterschüler im Weißenhof-Programm der Bildenden Kunst der Staatlichen Akademie der Bildenden Künste Stuttgart - Organic Origin
- 2025: Serena Ferrario: Hungry Ghosts
- 2025: Ramazan Can: Where is my Place in this World?
- 2025: (K)eine Pause - Ausruhen im digitalen Zeitalter mit Caline Aoun, Moritz Jekat, Anna Jermolaewa, Thomas Liu Le Lann, Sophie Utikal, Martin Parr, Jeppe Hein